# Vide
Vide ist eine Ortschaft und ehemalige Gemeinde in Portugal. Vide liegt im Parque Natural da Serra da Estrela, dem Naturpark der Serra da Estrela. 2008 entstand hier mit dem Centro de Interpretação de Arte Rupestre (CIAR) ein archäologisches Forschungs- und Besucherzentrum zu den hiesigen urzeitlichen Ausgrabungen und Felsgravuren.

## Geschichte
Archäologische Funde belegen eine vorgeschichtliche Besiedlung. Insbesondere die im Sommer 1998 gefundenen Felsgravuren (Ferraduras, Carvalhinhos und Fontes do Cid) und im Sommer 2002 gemachte weitere Funde zeigen eine Besiedlung seit der Altsteinzeit, mit Schwerpunkt auf die Bronzezeit.
Die heutige Ortschaften entstand vermutlich nach der Reconquista im 12. Jahrhundert. Vermutlich im Zuge der Verwaltungsreformen unter König D. Manuel I. Anfang des 16. Jahrhunderts erhielt Vide Stadtrechte und wurde Sitz eines eigenständigen Kreises. Das genaue Datum ist nicht bekannt, da die Urkunde nicht erhalten blieb. Im Verlauf der Verwaltungsreformen nach der Liberalen Revolution 1822 und dem 1834 folgenden Miguelistenkrieg wurde der Kreis Vide 1836 aufgelöst und dem Kreis Loriga angegliedert. Seit dessen Auflösung 1855 gehört Vide zu Seia.

## Verwaltung

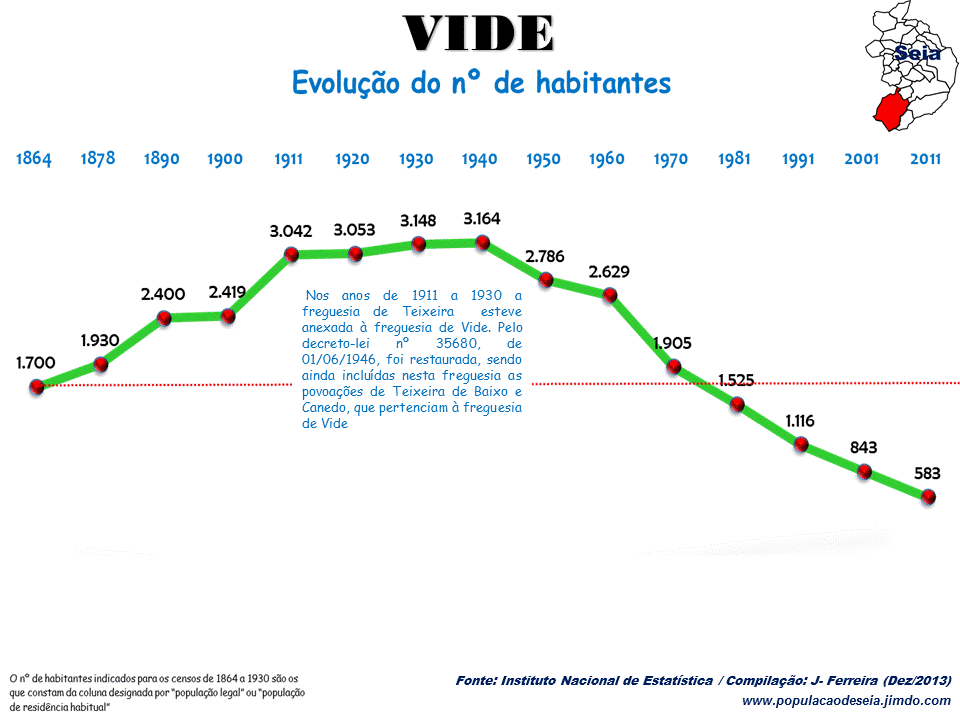
Bevölkerungsentwicklung in der Gemeinde (1864–2011)

Vide war eine Gemeinde (Freguesia) im Kreis (Concelho) von Seia. Am 30. Juni 2011 hatte die Gemeinde 584 Einwohner auf einem Gebiet von 48,0 km².
Folgende Ortschaften liegen in der ehemaligen Gemeinde:
| - Abitureira - Baiol - Balocas - Baloquinhas - Barreira - Barriosa - Barroco da Malhada - Borracheiras | - Carvalhinho - Casal do Rei - Casas Figueiras - Cide - Chão Cimeiro - Costeiras - Coucedeira - Fontes do Cide | - Foz da Rigueira - Foz do Vale - Frádigas - Gondufo - Lamigueiras - Malhada das Cilhas - Monteiros - Muro | - Obra - Outeiro - Ribeira - Rodeado - Sarnadinha - Silvadal - Vale do Cide - Vide |

Vide war die Gemeinde mit der größten Ausdehnung und den meisten Ortschaften im Kreis Seia. Im Zuge der Administrative Neuordnung in Portugal wurde die Gemeinde zum 29. September 2013 aufgelöst und mit Cabeça zur neuen Gemeinde União das Freguesias de Vide e Cabeça zusammengeschlossen. Sitz der neuen Gemeinde wurde Vide.